# Tutto il mondo ride (film 1952)
Tutto il mondo ride è un film del 1952 diretto da Ignazio Ferronetti.
La pellicola propone vecchie gag interpretate dai comici più famosi del XX secolo da Ettore Petrolini a Totò, da Stanlio e Ollio a Aldo Fabrizi. La parte in cui compaiono Laurel e Hardy è un montaggio dei corti: Tutto in ordine e Un salvataggio pericoloso.

## I corti di Stanlio e Ollio
Appena dopo i titoli di apertura vengono presentati spezzoni di due comiche con Stan Laurel e Oliver Hardy doppiati rispettivamente da Mauro Zambuto e Alberto Sordi (fino all'inizio degli anni cinquanta erano stati loro i prestatori di voce ufficiali del duo). I cortometraggi non sono interi per via del taglio delle scene voluto dai montatori italiani delle comiche; infatti queste due furono inserite in due diversi film di montaggio con dialoghi cambiati dagli originali per farle combaciare con le altre montate assieme.
All'inizio Ollio convoca il pasticcione Stanlio in casa sua visto che la moglie di lì a poco sarebbe rincasata e la sala era un disastro. Infatti Hardy aveva dato una cena ma gli amici, facendo baldoria, hanno messo l'intero salone a soqquadro. Stanlio accetta volentieri di aiutare Ollio ma prima gli fa crollare in testa il tubo della stufa, poi gli passa il burro al posto del sapone per lavarsi le mani e infine lo infarina per bene come una sogliola. Continuando a pasticciare, Stanlio riempie Ollio di acqua, esaurendogli così l'unico vestito elegante da mettersi per accogliere la moglie e poi fa saltare da parte di Ollio l'intera cucina perché si era dimenticato il gas acceso. Ma Oliver non può badare più ai disastri perché deve precipitarsi alla stazione a riprendere la moglie, facendo ritardo si becca anche un pugno in faccia. Rincasando Ollio resta di sasso quando scopre che l'intero edificio è saltato in aria a causa di Stanlio che ha versato volontariamente del kerosene sulla legna del camino per accendere il fuoco. Ora avendo due mogli, i due amici cercando di passare una tranquilla serata andando a comprare del gelato per dessert, ma si imbattono in una pazza che si getta disperata nel mare. Stanlio e Ollio la recuperano appena in tempo dall'annegamento, ma quando la donna si riprende esige che i due si prendano cura di lei dato che non ha un posto dove alloggiare. Stan e Oliver cercando di evitarla, ma la donna indefessa li insegue fino a casa dove avverrà uno scontro con le mogli e specialmente con una guardia che aveva inseguito la matta fino al palazzo di Laurel e Hardy.